# District de Laocheng
Le district de Laocheng (老城区 ; pinyin : Lǎochéng Qū) est une subdivision administrative de la province du Henan en Chine. Il est placé sous la juridiction de la ville-préfecture de Luoyang.